# Elizabeth Mitchell
Elizabeth Mitchell (født 27. marts 1970) er en amerikansk skuespiller, der er kendt for sin rolle ved siden af Angelina Jolie i Gia, og som Dr. Juliet Burke i American Broadcasting Companys Lost.

## Filmografi

### Film
| År   | Film                                  | Rolle                  | Bemærkninger |
| ---- | ------------------------------------- | ---------------------- | ------------ |
| 1999 | Molly                                 | Beverly Trehare        |              |
| 2000 | Livsfarlig frekvens                   | Julia 'Jules' Sullivan |              |
| 2000 | Nurse Betty                           | Chloe Jensen           |              |
| 2001 | Hollywood Palms                       | Blair                  |              |
| 2001 | Double Bang                           | Dr. Karen Winterman    |              |
| 2002 | Tror du stadig på julemanden?         | Rektor Carol Newman    |              |
| 2006 | Running Scared                        | Edele                  |              |
| 2006 | The Santa Clause 3: The Escape Clause | Fru Julemand/Carol     |              |

### Tv
| År        | Serie/Tv-film                     | Rolle                                | Bemærkninger |
| --------- | --------------------------------- | ------------------------------------ | --- |
| 1993      | Dangerous Curves                  | Bethanny Haines                      | Afsnit 24: "Rainbow Serpent" |
| 1994-1995 | Loving                            | Dinah Lee Mayberry Alden McKenzie #2 | Unknown episodes |
| 1996      | L.A. Firefighters                 | Laura Malloy                         | Afsnit 1, 2, 4, 5, 6: "L.A. Fire", "Till Death Do Us Part", "The Fire Down Below", "Curiouser and Curiouser", "A Mad Tea Party"                             |
| 1996      | The Sentinel                      | Wendy Hawthorne                      | Afsnit 16: True Crime |
| 1997      | Comfort, Texas                    | Trudy                                | Tv-film |
| 1997      | Interne Affærer                   | Løjtnant Sandra Gilbert              | Afsnit 29: "The Court-Martial of Sandra Gilbert" |
| 1998      | Gia                               | Linda                                | Tv-film |
| 1998      | Significant Others                | Jane Chasen                          | Alle afsnit |
| 2000      | The Linda McCartney Story         | Linda McCartney                      | Tv-film |
| 1999-2000 | Time of Your Life                 | Ashley Holloway                      | Afsnit 5, 9, 10, 11: "The Time They All Came Over for Thanksgiving", "The Time They Decided to Date", "The Time She Turned 21", "The Time They Got E-Rotic" |
| 2000-2001 | Skadestuen                        | Dr. Kim Legaspi                      | Sæson 7 afsnit 3, 4, 6, 7, 8, 9, 11, 12, 14, 15, 16, 20, 21                                                                                                 |
| 2001      | The Beast                         | Alice Allenby                        | Afsnit 1: "The Price" |
| 2001      | Spin City                         | Nancy Wheeler                        | Afsnit 133: Fight Flub |
| 2002      | Man and Boy                       | Cyd Mason                            | Tv-film |
| 2003      | Law & Order: Special Victims Unit | Andrea Brown                         | Afsnit 40: "Mercy" |
| 2003      | CSI: Crime Scene Investigation    | Melissa Winters                      | Afsnit 60: "One Hit Wonder" |
| 2003      | The Lyon's Den                    | Ariel Saxon                          | Afsnit 1, 4, 5, 6, 8, 13: "Pilot", "Hubris", "Trick or Treat", "Ex", "The Fifth", "Priviledge"                                                              |
| 2004      | Gramercy Park                     | Taylor Elliot Quinn                  | Tv-film |
| 2004      | Everwood                          | Sara Beck                            | Afsnit 48: "Staking Claim" |
| 2004      | Boston Legal                      | Christine Pauley                     | Afsnit 2, 3: "Still Crazy After All These Years", "Catch and Release"                                                                                       |
| 2004      | 3: The Dale Earnhardt Story       | Teresa Earnhardt                     | Tv-film |
| 2004      | House M.D.                        | Søster Mary Augustine                | Afsnit 5: "Damned If You Do" |
| 2006      | Haskett's Chance                  | Ann Haskett                          | Tv-film |
| 2007-2008 | Lost: Missing Pieces              | Juliet Burke                         | Afsnit 4, 5, 6, 12: "The Deal", "Operation: Sleeper", "Room 23", "The Envelope"                                                                             |
| 2006-2009 | Lost                              | Juliet Burke                         | Fra sæson 3-5 |
| 2010      | V                                 | Erica Evans                          | Remake af V |